# شهرستان مرسر (ویرجینیای غربی)
شهرستان مرسر، ویرجینیای غربی (به انگلیسی: Mercer County, West Virginia) یک سکونتگاه مسکونی در ایالات متحده آمریکا است که در ویرجینیای غربی واقع شده‌است.

## خصوصیات
شهرستان مرسر ۱٬۰۹۰٫۳۹ کیلومترمربع مساحت دارد.